# Astaena columbiensis
Astaena columbiensis är en skalbaggsart som beskrevs av Moser 1918. Astaena columbiensis ingår i släktet Astaena och familjen Melolonthidae. Inga underarter finns listade.